# Censos del Perú

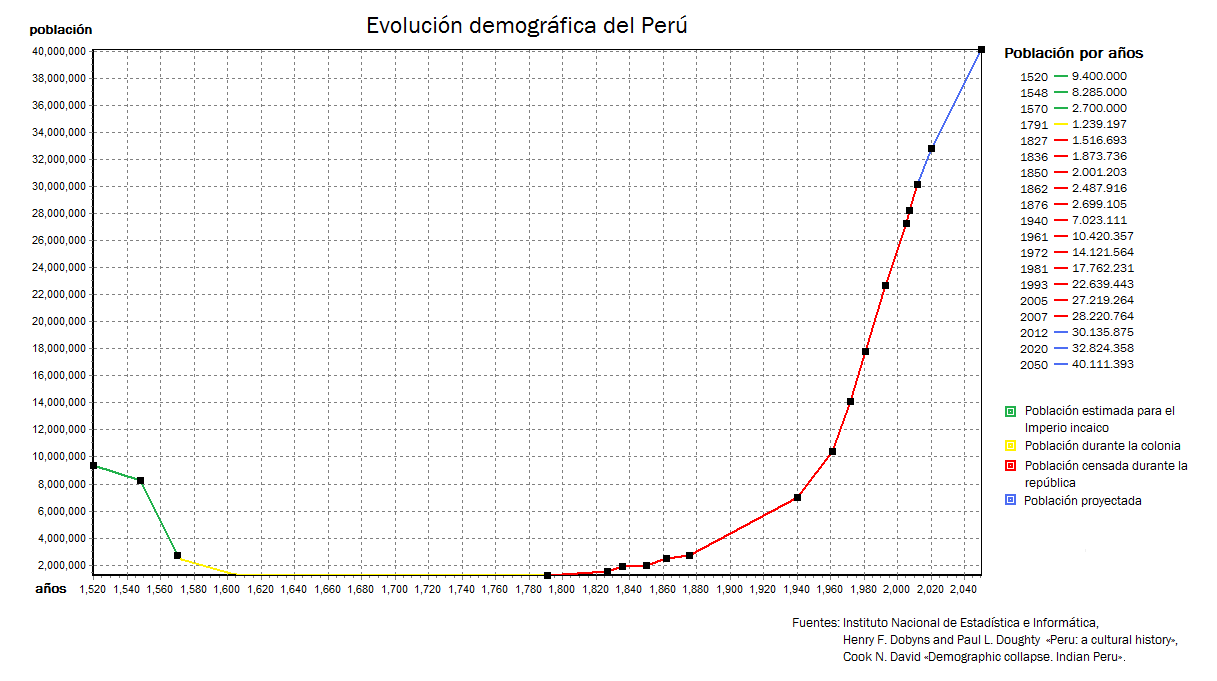
Evolución de la población del Perú.

Los «Censos  del Perú» son los procedimientos de carácter estadístico por medio de los cuales el gobierno peruano recolecta información de su población, viviendas, actividades económicas y otros asuntos cuya data es empleada luego para la implementación de políticas públicas y una mejor toma de decisiones. La entidad encargada de acopiar y procesar la información censal es el Instituto Nacional de Estadística e Informática (INEI). Desde 1960, una ley dispone que los censos nacionales de población y vivienda deben ejecutarse cada 10 años y los censos económicos, agropecuarios, de industria, comercio y de servicios cada cinco años.

## Historia
Los censos han existido en todas las civilizaciones del mundo. Cada una de ellas llevó, de acuerdo a sus costumbres y calendarios, los registros de población y producción, para satisfacer sus necesidades. Así por ejemplo, los censos en el Perú se habrían iniciado en el periodo precolombino, más precisamente durante el Imperio Inca, en donde el quipu, instrumento compuesto por una cuerda gruesa de la que pendían otras cuerdas verticales, identifica el avance estadístico durante esta época. Este elemento era utilizado para registrar el crecimiento de la población y la distribución de las tierras de cultivo. De esta manera, el primer Censo General del Imperio Incaico habría sido dirigido por el Inca Sinchi Roca. 
Durante la época colonial existieron las "Crónicas" y las denominadas "Visitas" como medios de registro de hechos estadísticos. Las primeras tuvieron un carácter voluntario. Las segundas, en cambio, estaban a cargo de los Visitadores, funcionarios que ganaban un salario diario por recabar información mediante cuestionarios elaborados en España. La información que se recogía estaba referida a la vida andina, los tributos que se entregaba al Inca, a los curacas y otros señores. Se establecía la mano de obra disponible y las rutas de transporte. La historia cuenta que las Visitas fueron ordenadas por Francisco Pizarro, alrededor del año 1532. Sin embargo, a partir del año 1540 estas se realizan con mayor profundidad. En 1549, Pedro de la Gasca ordena visitas con el objetivo de conocer, entre la población andina, las diferencias entre el tributo otorgado al imperio incaico y el tributo entregado a la corona española. En el periodo que va de 1556 a 1560, durante la administración del Virrey Cañete, realizaron Visitas en territorio de lo que es hoy Perú, Bolivia y Ecuador.
Luego de la formación de la República del Perú en 1821, se llevó a cabo el primer censo de población en 1836, durante el gobierno del general Andrés de Santa Cruz. En 1862 se levantó en cumplimiento al mandato de la Ley del Censo y Registro Cívico. Esta normativa ordenó la ejecución de un censo de población y decretó que se levantara cada 8 años y se rectificara cada 2. La ficha censal aplicada ese año tomó en cuenta el lugar de nacimiento, sexo, condición civil, profesión, instrucción y pago de contribuciones. En agosto de 1959 se publicó la ley N.º 13248, “Ley Orgánica de los Censos en el Perú”, con la cual se fortalece la política de ejecución de los censos en el país. Esta norma dispone que a partir de 1960 los Censos Nacionales de Población y Vivienda deberán ejecutarse cada diez años y los censos económicos, agropecuarios, de Industria, Comercio y de Servicios cada cinco años. En el censo del año 2007 además se ejecutó el II Censo de Comunidades Indígenas de la Amazonía. El último censo se realizó en el año 2017, denominado XII Censo de Población y VII de Vivienda. El 25 de junio de 2024, el Poder Ejecutivo por medio del Decreto Supremo N°063-2024-PCM, declaró de interés y prioridad nacional la realización de los Censos Nacionales: XIII de Población, VIII de Vivienda y IV de Comunidades Indígenas, en el año 2025. Esta decisión se tomó debido a los cambios que experimentó el Perú debido por la Pandemia del COVID-19, el Fenómemo del Niño y a la creciente migración internacional.

## Población total
Lista de los censos realizados en el Perú.
| Censos | Censos                         | Censos                                                   | Censos             | Censos |
| Año    | Fecha                          | Nombre oficial                                           | Población nacional |        |
| ------ | ------------------------------ | -------------------------------------------------------- | ------------------ | ------ |
| 1836   | 1836                           | I Censo de Población                                     | 1 873 736          |        |
| 1850   | 1850                           | II Censo de Población                                    | 2 001 203          |        |
| 1862   | 1862                           | III Censo de Población                                   | 2 487 916          |        |
| 1876   | 28 de mayo                     | IV Censo de Población Republicano                        | 2 699 105          |        |
| 1940   | 1940                           | V Censo de Población                                     | 7 023 111          |        |
| 1961   | 19 de abril                    | VI Censo de Población, I de Vivienda y I de Agropecuario | 10 420 357         |        |
| 1972   | 4 de junio                     | VII Censo de Población y II de Vivienda                  | 14 121 564         |        |
| 1981   | 12 de julio                    | VIII Censo de Población y III de Vivienda                | 17 762 231         |        |
| 1993   | 11 de julio                    | IX Censo de Población y IV de Vivienda                   | 22 639 443         |        |
| 2005   | 18 de julio - 20 de agosto     | X Censo de Población y V de Vivienda                     | 27 219 264         |        |
| 2007   | 21 de octubre - 4 de noviembre | XI Censo de Población y VI de Vivienda                   | 28 220 764         |        |
| 2017   | 22 de octubre - 5 de noviembre | XII Censo de Población y VII de Vivienda                 | 31 237 385         |        |

| Gráfica Histórica de la Evolución Demográfica del Perú según los Censos de Población y la Proyección de 2022 |
| --- |
| |